# کلوین کیپتوم
کلوین کیپتوم چرویوت (انگلیسی: Kelvin Kiptum Cheruiyot؛ ۲ دسامبر ۱۹۹۹ – ۱۱ فوریهٔ ۲۰۲۴) دونده استقامت کنیایی و رکورددار ماراتن جهانی (۲:۰۰:۳۵) تا زمان مرگش بود. او تنها فردی در تاریخ ماراتن است که در یک مسابقه واجد شرایط برای ثبت رکورد، مسافت را در فقط ۲:۰۱ دویده‌است. کیپتوم سه تا از شش عناوین دونده ماراتن برتر را در اختیار داشت.
او در ماراتن ۲۰۲۲ والنسیا سریعترین حضور خود در ماراتن را به ثبت رساند و به سومین مرد تاریخ تبدیل شد که دو ساعت و دو دقیقه می‌دود. کیپتوم با اولین حضور در ماراتن بزرگ جهانی، برنده ماراتن لندن ۲۰۲۳ شد که در آن مقطع نیز دومین دونده پرسرعت تاریخ بود آن هم با ثبت زمان ۲:۰۱:۲۵، ۱۶ ثانیه خارج از رکورد جهانی.
در ماراتن ۲۰۲۳ شیکاگو در ۸ اکتبر ۲۰۲۳، کیپتوم یک رکورد جهانی جدید ماراتن را با زمان ۲:۰۰:۳۵ به ثبت رساند که منوط به تصویب توسط اتحادیه بین‌المللی فدراسیون‌های دو و میدانی خواهد بود.
کیپتوم در تاریخ ۱۱ فوریهٔ ۲۰۲۴ همراه با مربی خود در اثر تصادف و برخورد شدید اتومبیلش به یک درخت در کنیا درگذشت.

## دستاوردها

### بهترین‌های شخصی
- دو ۱۰٬۰۰۰ متر – ۲۸:۲۷٫۸۷ (استکهلم ۲۰۲۱)

جاده
- ۱۰ کیلومتر - ۲۸:۱۷ (اوترخت ۲۰۱۹)
- نیمه‌ماراتن - ۵۸:۴۲ (والنسیا ۲۰۲۰)
- ماراتن - ۲:۰۱:۲۵ (لندن ۲۰۲۳)، سومین سریعترین زمان در تمام دوران
- ماراتن – ۲:۰۰:۳۵ (شیکاگو ۲۰۲۳)، رکورد جهانی